# Johan van Beethoven
Johann van Beethoven či Johan van Beethoven (14. listopadu 1739 nebo 1740? Bonn – 18. prosince 1792 Bonn) byl německý hudebník a otec Ludwiga van Beethovena.
Johann van Beethoven se narodil koncem roku 1739 či začátkem roku 1740 jako syn Ludwiga van Beethovena staršího, dědečka skladatele Ludwiga van Beethovena a jeho manželky Marie Josephy Ballové. Přesné datum narození Johanna van Beethovena není známo, protože se nedochoval rodný ani křestní list. Oficiální seznam dvorních hudebníků z jara 1784 uvádí Johanna van Beethovena ve věku 44 let.
Některé zdroje uvádí, že Johann van Beethoven nebyl biologickým synem, ale pouze adoptivním synem Ludwiga van Beethovena staršího. Jako důkaz uvádějí chybějící křestní list a také skutečnost, že podle tehdejší tradice neměl Johann van Beethoven druhé jméno. K těmto informacím, ale chybějí jasné důkazy a tak zůstávají spekulativní. Johann van Beethoven dostával od svého otce hodiny zpěvu, klavíru a houslí. Po absolvování základní školy strávil jeden nebo dva roky na jezuitské koleji. Krátce před narozením Ludwiga van Beethovena se ucházel o místo v katedrále Lambert v Lutychu, kde již jeho otec působil jako zpěvák, ale jeho žádost narazila na odpor kurfiřta Maxmiliána Františka Habsbursko-Lotrinského. V této době se u Johanna van Beethovena zvyšovala závislost na alkoholu, což ovlivnilo i jeho hlas. Až vliv prvního ministra Caspara Antona von Belderbusche ho dočasně zachránila před dalšími profesními potížemi. Ale po smrti své manželky Marie Magdaleny a dcery Marie Margarete Josephy v roce 1787, ztratil kontrolu nad svým životem a znovu propadl alkoholu. Následně syn Ludwig dostal do péče své mladší sourozence a v té souvislosti pobíral polovinu otcova platu.
Johann van Beethoven zemřel 18. prosince 1792. Rakouský kurfiřt Maxmilián František Habsbursko-Lotrinský prý lakonicky poznamenal, že smrt Johanna van Beethovena povede k poklesu příjmů z daně z vína.